# Julij Harbusow

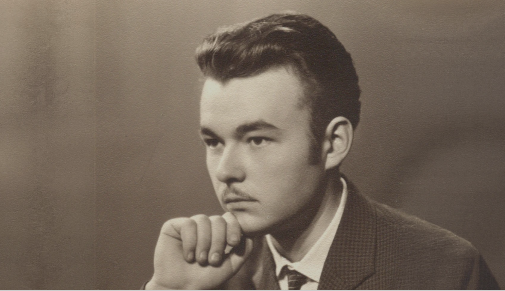
Julij Harbusow (1960)

Julij Wiktorowytsch Harbusow (Ukrainisch Юлій Вікторович Гарбузов, wiss. Transliteration Julij Viktorovyč Harbuzov; * 23. September 1941 in Jenakijewe; † 28. Dezember 2016) war ein Science-Fiction-Schriftsteller sowjetischer und ukrainischer Herkunft. Außerdem arbeitete er als Übersetzer, sowie als Dozent an der Charkiwer Nationaluniversität für Radioelektronik (ChNURE) und hatte einen Doktor in Ingenieurwissenschaften (PhD). Er war Autor zahlreicher wissenschaftlicher und literarischer Publikationen. Des Weiteren war er der Großvater des bekannten Tänzers Wadym Harbusow.

## Biografie
Julij Harbusow wurde am 23. September 1941 in der Stadt Jenakijewe im Donezk-Gebiet der heutigen Ukraine geboren. Seine Großmutter Stefania Emilijiwna Desiron stammte aus Lüttich (Belgien). Im Alter von 17 Jahren kam sie nach Donezk, wo sie Julijs Großvater Oleksij Juchymowytsch Harbusow heiratete. Im Jahr 1937 fiel Oleksij Juchymowytsch zum Opfer stalinistischer Unterdrückung. Zudem zwang man Julijs Großmutter, jegliche Kontakte zu ihren Brüdern und Schwestern abzubrechen und in der Ukraine zu bleiben. Julijs Eltern, Marija Andrijiwna Harbusowa und Wiktor Oleksijowytsch Harbusow, waren beide Ärzte von Beruf. Nach dem Beginn des Zweiten Weltkriegs kämpfte Wiktor Harbusow 1941 in der 19. Armee der Streitkräfte der UdSSR, die von deutschen Truppen eingekesselt und fast vollständig gefangen genommen wurde. Seitdem galt er als vermisst.
Marija war mit Julij schwanger, als Wiktor sie zu seiner Mutter Stefania Desiron nach Jenakijewe schickte. Nach der Geburt arbeitete sie dort als Ärztin. Später wurde sie in das Dorf Babanka im Tscherkassy Gebiet als Landärztin für über 30 Nachbardörfer versetzt. Da sich Marija rund um die Uhr um Patienten kümmern musste, ließ sie ihren Sohn oft in der Obhut ihrer polnischen Nachbarn zurück. Der enge Kontakt zu diesen erleichterte Julij Harbusow später das Erlernen der polnischen Sprache. Die Arbeit als Landärztin ermöglichte es Marija und Julij, der Hungersnot der Nachkriegszeit zu entkommen. Marija wünschte sich jedoch, dass ihr Sohn eine städtische Schule besuche. Nach dem Krieg fand Marija eine neue Stelle als Sanitätsinspektorin in Saporischschja, wo sie sich mit ihrem Sohn niederließ, sodass Julij ab 1947 die städtische Schule Nr. 5 besuchten konnte. (In der Sowjetunion war es üblich, Schulen zu nummerieren, statt ihnen Namen zu geben, wie in Deutschland oder anderen Ländern.)
Im Jahr 1958, nach seinem Schulabschluss, begann Julij sein Studium an der Fakultät für Radiotechnik des Polytechnischen Instituts Charkiw. Nach dem Abschluss arbeitete er von 1968 bis 1971 als Dozent am Lehrstuhl für Empfangs- und Übertragungsgeräte der Universität für Luft- und Raumfahrt Charkiw. Anschließend wechselte er an den Lehrstuhl für Grundlagen der Radiotechnik seiner Alma Mater. Darauffolgend wurde er 1971 auf Anordnung des Ministers für Hochschulbildung der Ukraine zusammen mit dem Lehrstuhl an das Institut für Radioelektronik Charkiw versetzt, welches heute Charkower Nationaluniversität für Radioelektronik (ChNURE) heißt. Dort verteidigte er 1984 seine Dissertation mit dem Titel „Radiotechnische und Fernsehsysteme“ und wurde Dozent am selben Lehrstuhl. Er unterrichtete theoretische Fächer wie „Signale und Prozesse in der Radiotechnik“ sowie „Theorie und Anwendung der digitalen Signalverarbeitung“. Darüber hinaus war er an geheimen Forschungsprojekten beteiligt, über deren Inhalt bis heute nur wenig öffentlich bekannt ist.
Die Erzählungen der Großmutter über die belgischen Wurzeln hatten einen tiefen Eindruck auf Julij hinterlassen und weckten in ihm die Sehnsucht, mehr über seine entfernten Verwandten zu erfahren. In einem Brief an die Redaktion von Radio Svoboda schilderte er seine Familiensuche so:
„… Dann wurde sie (meine Großmutter) gezwungen, auf den Kontakt zu ihren leiblichen Brüdern und Schwestern, die in Lüttich lebten, zu verzichten. Kurz vor ihrem Tod im Jahr 1959 nahm sie mir das Versprechen ab, ihre belgischen Verwandten bei Gelegenheit zu suchen und sie in ihrem Namen, um Verzeihung zu bitten. Ich konnte ihre Bitte erst im Jahr 1989 erfüllen.“

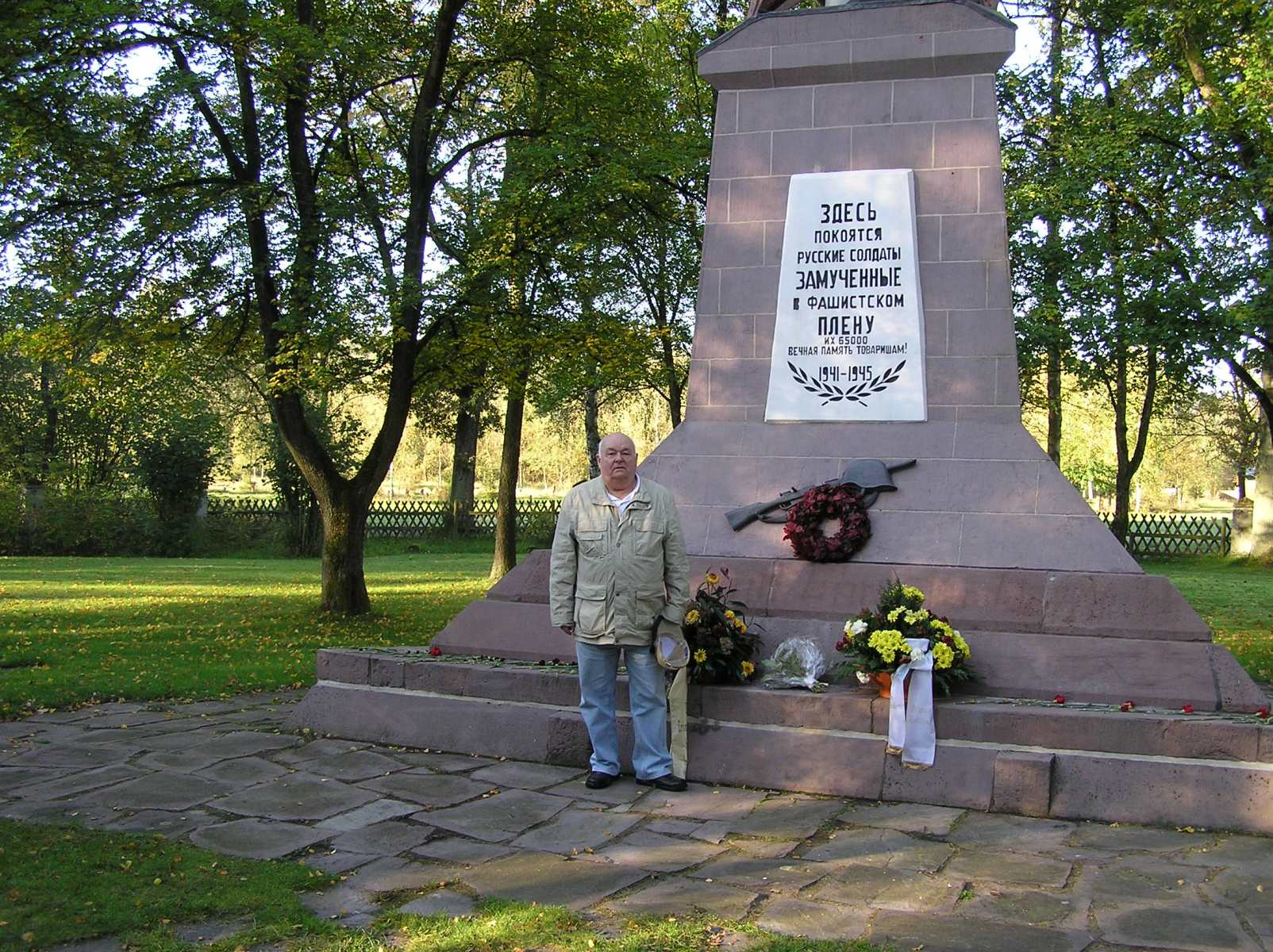
Harbusow am Denkmal des ehemaligen Konzentrationslagers, in dem sein Vater begraben ist.

Wie versprochen, fand er schließlich seine entfernten Verwandten, die Familie Desiron, in Lüttich und nahm brieflich Kontakt zu ihnen auf. Im Jahr 1989 konnte er sie endlich persönlich in Lüttich besuchen.
Harbusows Vater galt lange Zeit als vermisst. Erst im Jahr 2003 ergaben Unterlagen des Roten Kreuzes, dass er seit 1941 im deutschen Kriegsgefangenenlager Stalag 326 inhaftiert war. 2010 reiste Harbusow selbst von Charkiw nach Wien, um seinen Enkel Wadym Harbusow zu besuchen. Wadym und seine Tanzpartnerin Kathrin Menzinger nahmen zu der Zeit an den Holland Masters, einem Tanzturnier in Arnheim, Niederlande, teil, wohin sie alle gemeinsam mit dem Auto von Wien fuhren.
Während Wadym und Kathrin am Wettbewerb teilnahmen, brachte Kathrins Vater Julij an die niederländisch-deutsche Grenze. Von dort aus setzte er seine Reise alleine fort, um das Grab seines Vaters zu besuchen. Obwohl er das Lager fand und mit einem Mitarbeiter der Gedenkstätte sprach, in der die Leiche seines Vaters ruhte, konnte Julij den Namen von Wiktor Harbusow nicht auf der Tafel der Gefallenen finden.
Nach seiner Pensionierung in 2009 konnte Julij sowohl dem Schreiben und der Veröffentlichung seiner Werke als auch der Teilnahme an literarischen Veranstaltungen in Charkiw mehr Zeit widmen. Darüber hinaus arbeitete er nebenbei als freiberuflicher Übersetzer aus dem Französischen, Polnischen, Deutschen, Ukrainischen und Russischen in mehreren Übersetzungsbüros Charkiws. Er starb am 28. Dezember 2016 infolge einer Herzinsuffizienz und Lympholeukämie und wurde auf dem 13. Friedhof in Charkiw begraben (Genauso wie Schulen, werden Friedhöfe nummeriert).

## Schaffen

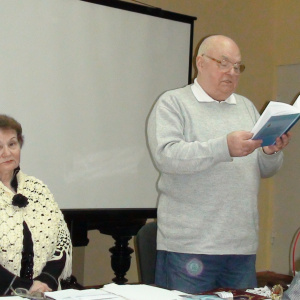
Harbusow, während er sein Buch „Die Gleichungen des Universums“ bei einem literarischen Abend in der Belinski-Bibliothek 2014 präsentiert.

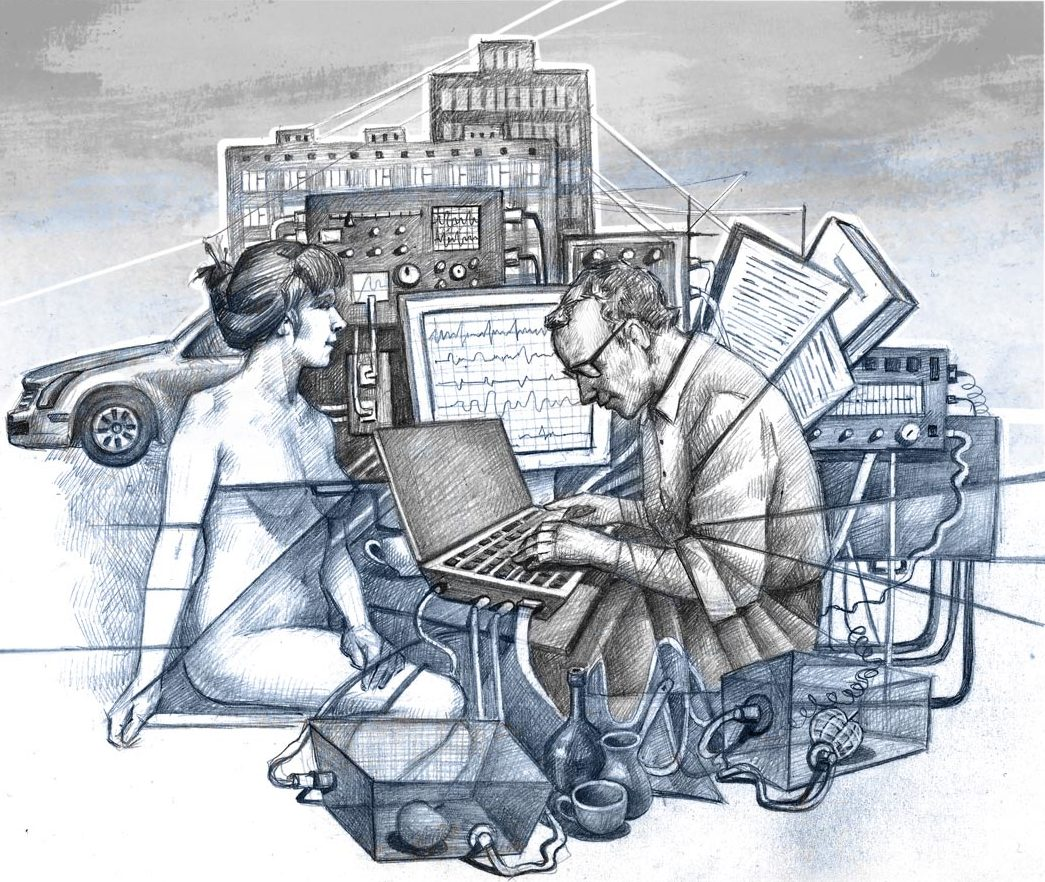
Das Titelbild des Romans “Die Gleichungen des Universums”. Illustrationen von Lubov Bodnarska.

Seine erste veröffentlichte Erzählung „Eine wahre Geschichte“ erschien 1999 in Sankt Petersburg. Zu seinen Science-Fiction-Werken zählen unter anderem: „Der zauberhafte Nebel“, „Der rote Ritter“, „Sagan-Rog“, „Die Gleichungen des Universums“. Neben dem Science-Fiction Genre wandte sich Harbusow auch dem Alltagsleben von Menschen zu, wie etwa in den Erzählungen „Großvater Gordijs Fabeln“ oder „Roggen und Lolch“.
Da Julij den Großteil seines Lebens in einem russischsprachigen Umfeld verbrachte, verfasste er fast alle seine Werke auf Russisch. Obwohl er sich zeitlebens für Literatur begeisterte, veröffentlichte er seine Werke nur selten und schrieb oft nur für sein eigenes Vergnügen. Erst nach seiner Pensionierung im Jahr 2009 konnte er sich ganz dem Schreiben und Publizieren widmen.
Im Jahr 2012 veröffentlichte Harbusow sein Hauptwerk mit dem Titel „Die Gleichungen des Universums“. Dieses Science-Fiction-Buch wurde stark von seinen eigenen wissenschaftlichen Forschungen inspiriert, insbesondere im Bereich der präzisen Zeitmessung. Einen besonderen Einfluss darauf hatte Jurij Woloschtschuk, der Leiter des Lehrstuhls für Grundlagen der Radiotechnik, unter dessen Leitung Harbusow das Wesen der Zeit erforschte. Daher widmete Harbusow ihm zu Ehren das Buch „Die Gleichungen des Universums“. Das Buch beschreibt, wie menschliche Gedanken die physische Realität beeinflussen und auf Gegenstände wirken. Der Schriftsteller W. R. Worgu schrieb über das Werk:
„... Beim Lesen der Erzählung glaubt man kaum, dass es sich um Science-Fiction handelt – alles erscheint wie bare Münze. Geistesstärke, Integrität und Selbstauffopferung 'für' und 'im Namen von' stehen bei manchen Figuren im Kontrast zu Karrierismus, Vulgarität, Armseligkeit und manchmal auch Sadismus anderer.“

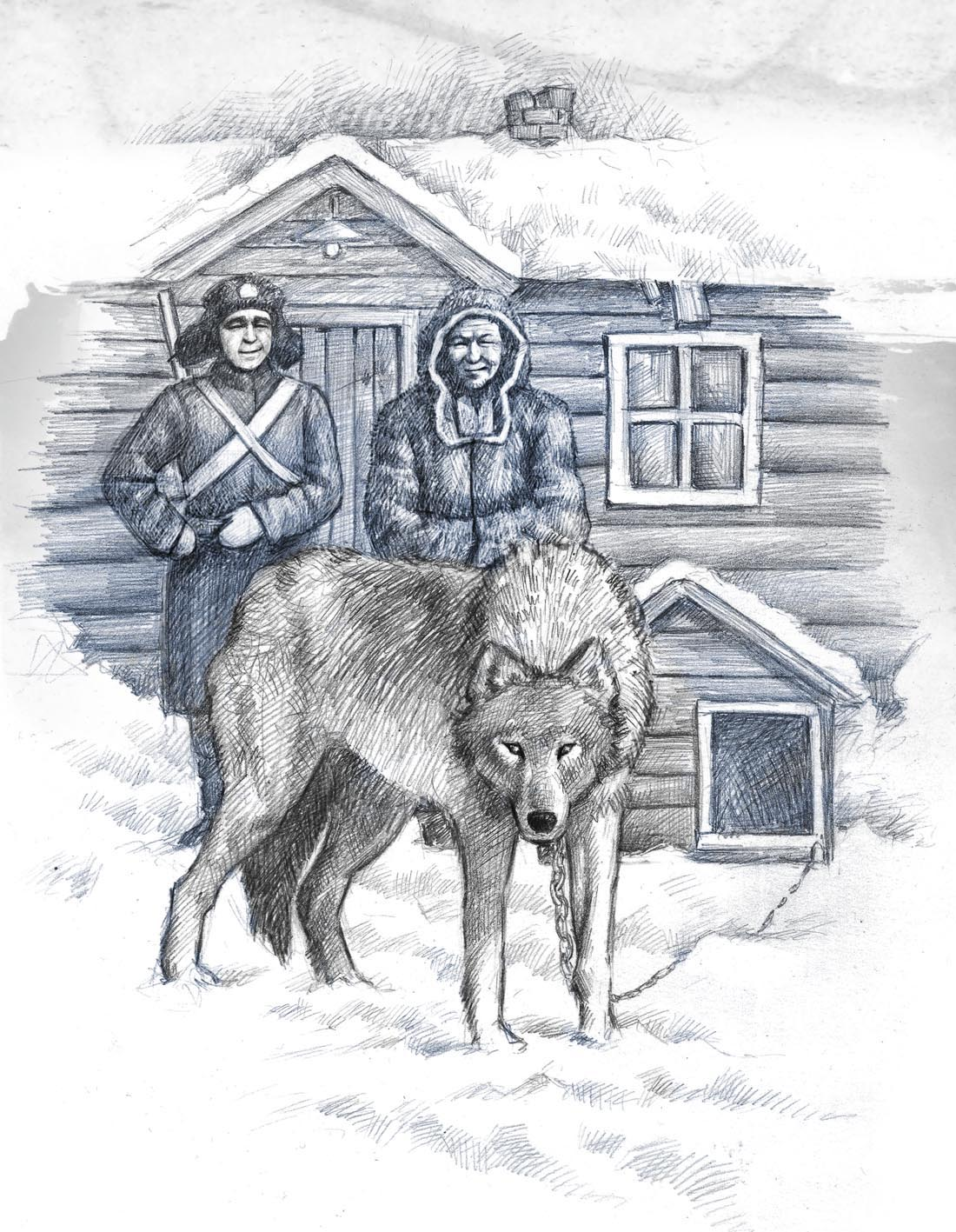
Das Titelbild der Kurzgeschichte “Der Wolf am Vorposten”. Illustrationen von Lubov Bodnarska.

In der Kurzgeschichte „Der Wolf am Vorposten“ wird das Leben der Bewohner eines sowjetischen Grenzpostens in der Taiga geschildert, die einen jungen Wolf bei sich aufnehmen. Die Geschichte vermittelt eindrucksvoll den Alltag der Grenzsoldaten vor dem Hintergrund eines aufziehenden Konfliktes. In einer Rezension äußerte sich die Dozentin der Carleton University, R. K. Nazarkulowa, begeistert über das Werk:
„… Wir lebten einige Jahre im Altai, genau in jenen Gegenden, die Sie in Ihrer Erzählung so farbenfroh und liebevoll beschrieben haben. Beim Lesen sehe ich die Berge, steile verschneite Pfade, höre das Knirschen des festgefrorenen Schnees unter den Hufen der Pferde, spüre den stechenden Hauch eines wilden Schneesturms und sehe jahrhundertealte Zedern, Kiefern und Lärchen…“

Die Erzählungen und Geschichten von Harbusow erschienen in zahlreichen Zeitschriften und Internetportalen der Ukraine, Russlands und Kanadas: Privet Vancouver, S.A.M., Fliphtml5, Samlib, Litnet, Wattpad, Proza.ru, Litvek. Auch auf der Website seines Enkels Wadym Harbusow gibt es einen Abschnitt mit Harbusow Werken. Im Jahr 2011 trat Harbusow dem Redaktionsteam des literarischen Almanachs „Charkiwer Brücke“ bei, in dem seine Werke seit 2010 regelmäßig erschienen. Darüber hinaus war er Mitglied der Interregionalen Schriftstellervereinigung der Ukraine sowie des all-ukrainischen kreativen Verbands „Kongress der Literaten der Ukraine“.

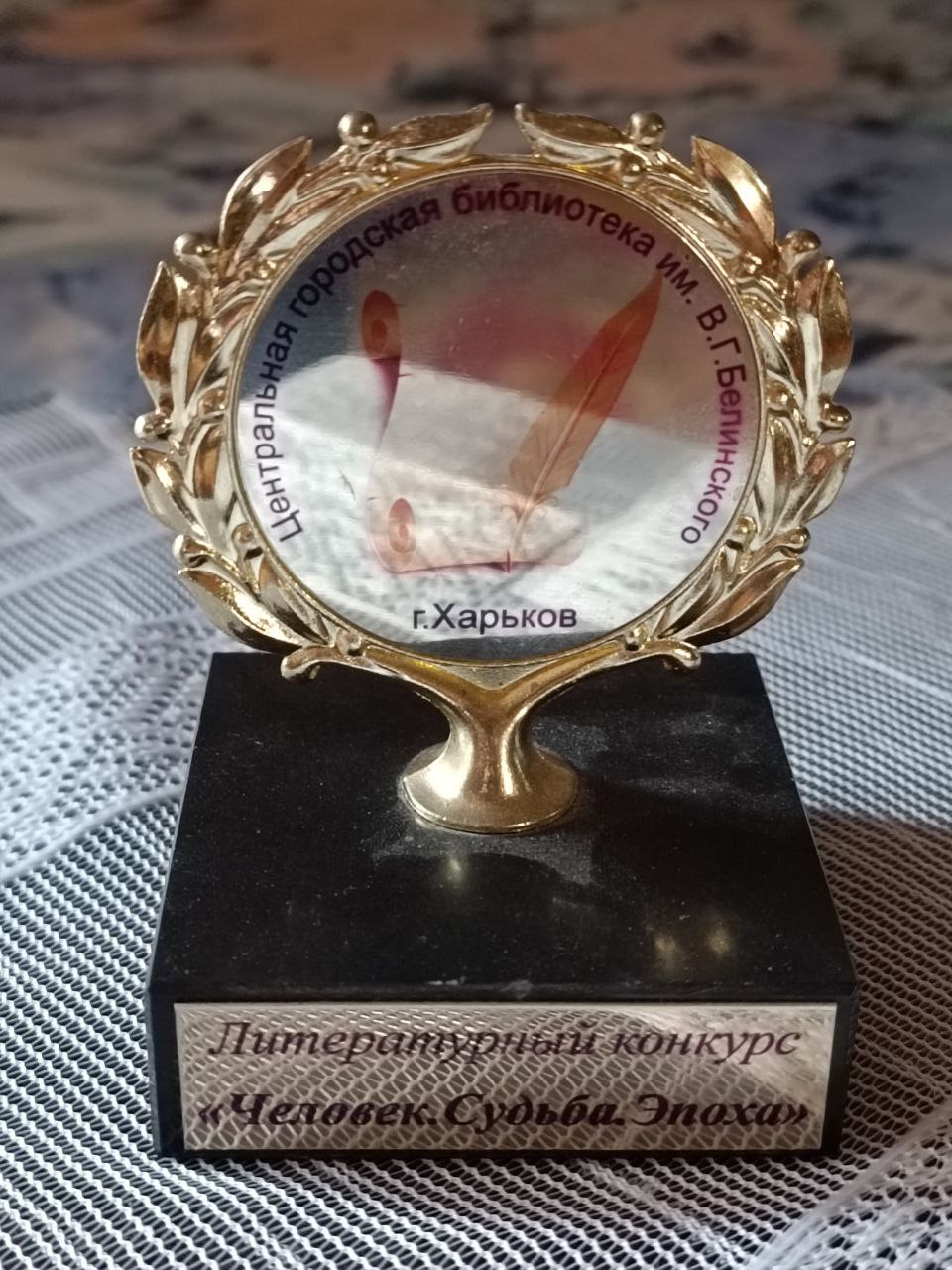
Der von Harbusow im Rahmen des Literaturwettbewerbs „Mensch. Schicksal. Epoch“ in Charkiw erhaltene Preis.

- Er wurde mit einem Diplom und einer Medaille für seine Teilnahme am Almanach-Festival „Seltener Vogel“[27] geehrt.
- Außerdem belegte er den ersten Platz in der Kategorie Prosa im Wettbewerb „Mensch. Schicksal. Epoche“[28].

## Politische, nationale und religiöse Ansichten
Sein ältester Sohn charakterisierte Harbusows Weltansichten wie folgt:
„Vor allem war mein Vater Antikommunist und ukrainischer Patriot. Während meiner gesamten Kindheit hörte er die westlichen Radiosender auf seinem alten Spidola-Radioempfänger. Dann fing auch ich an, sie zu hören - denn er ließ mich das Radio ebenfalls nutzen. Ich erinnere mich an Sender wie Voice of America, Deutsche Welle und Radio Free Europe. Ab der Perestroika-Reform sprach er mit mir und seinem Enkel Vadim meist auf Ukrainisch, mit meiner Mutter jedoch auf Russisch. Dass sein Ukrainisch so gut war, verdankte er seinem Polnisch, nahm ich an. Von ihm habe ich polnische Lieder und Sprichwörter gelernt…“

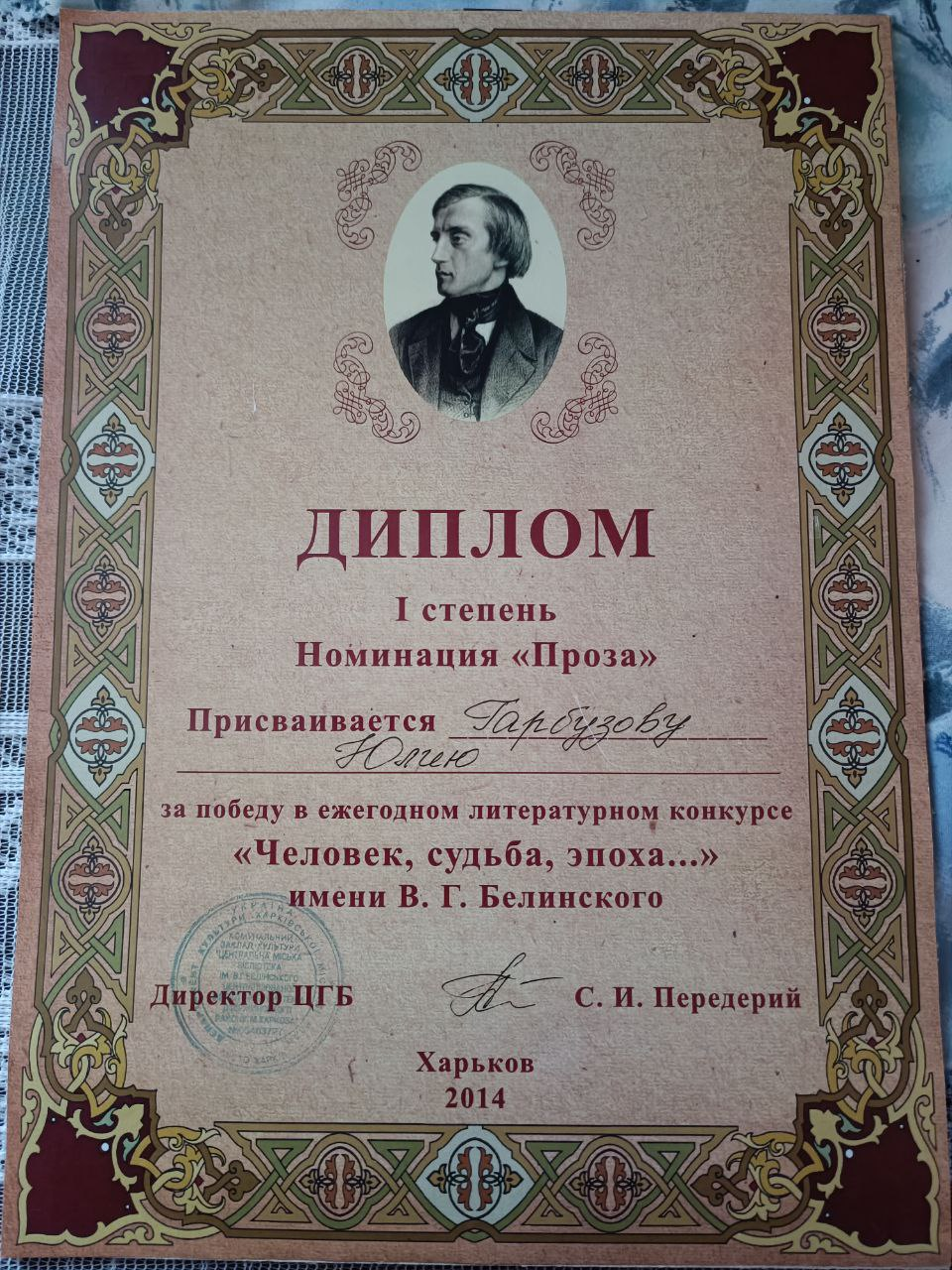
Das von Harbusow für den 1. Platz im Wettbewerb „Mensch. Schicksal. Epoche“ erhaltene Diplom.

Harbusow war tief betroffen vom russischen Angriff auf die Ukraine im Jahr 2014. Seine gesellschaftspolitischen Ansichten gründeten auf konservativen Werten und Familientraditionen. Von allen bestehenden Konfessionen bevorzugte er die Ukrainische Orthodoxe Kirche. Obwohl er den Großteil seiner Werke auf Russisch verfasste, um ein breiteres Publikum zu erreichen, war seine kulturelle Identität stark ukrainisch geprägt. Laut seiner Ehefrau  war er einer der Ersten, der nach dem Zerfall der Sowjetunion an der Universität Vorlesungen in literarischer ukrainischer Sprache hielt. Trotz seiner politischen Haltung zog Harbusow ein ruhiges Familienleben der aktiven politischen Tätigkeit vor und war daher kein Mitglied politischer Organisationen.

## Offene Internet-Publikationen
- Julij Harbusow: Полное собрание сочинений. (deutsch: Sammelwerk). In: Litnet.com. 7. März 2024 (russisch).
- Julij Harbuzow: Вселенские уравнения. (deutsch: Die Gleichungen des Universums). In: Fliphtml5. 20. April 2024, S. 168 (russisch).
- Julij Harbuzow: Байки деда Гордея. (deutsch: Großvater Gordijs Fabeln). In: proza.ru. 6. Februar 2013, S. 5 (russisch).
- Julij Harbuzow: Волк на заставе. (deutsch: Der Wolf am Vorposten). In: proza.ru. 23. November 2007, S. 25 (russisch).
- Julij Harbuzow: Колдовской туман. (deutsch: Der zauberhafte Nebel). In: proza.ru. 5. Mai 2014, S. 5 (russisch).
- Julij Harbuzow: Красный рыцарь. (deutsch: Der zauberhafte Nebel). In: proza.ru. 1. Dezember 2007, S. 5 (russisch).
- Julij Harbuzow: Огневик. (deutsch: Feuermännchen (Ognevik)). In: proza.ru. 25. November 2007, S. 17 (russisch).
- Julij Harbuzow: Птичка. (deutsch: Vögelchen). In: proza.ru. 23. November 2007, S. 46 (russisch).
- Julij Harbuzow: Наследие Бога Нингирсу. (deutsch: Das Erbe des Gottes Ningirsu). In: proza.ru. 22. August 2013, S. 34 (russisch).
- Julij Harbuzow: Жито и плевелы. (deutsch: Roggen und Unkraut). In: Fliphtml5. 22. April 2024, S. 402 (russisch).
- Julij Harbuzow: Сила желания. (deutsch: Die Macht des Wunsches). In: proza.ru. 23. November 2007, S. 15 (russisch).
- Julij Harbuzow: Шлюз. (deutsch: Schleuse). In: Fliphtml5. 23. April 2024, S. 261 (russisch).
- Julij Harbuzow: История кафедры ОРТ. (deutsch: Die Geschichte des Lehrstuhls). In: Fliphtml5. 24. April 2024, S. 12 (russisch).
- Julij Harbuzow: Достижения радиолокационных астрономических исследований метеоров в Харькове. (deutsch: Errungenschaften der radar-astronomischen Erforschung von Meteoriten in Charkiw). In: Fliphtml5. 24. April 2024, S. 8 (russisch).
- Julij Harbuzow: У подъезда. (deutsch: Am Hauseingang). In: Fliphtml5. 24. April 2024, S. 43 (russisch).
- Julij Harbuzow: Цветы на даче. (deutsch: Blumen auf der Datscha). In: Fliphtml5. 28. April 2024, S. 55 (russisch).

## Gedruckte Ausgaben
- Harbuzow, Julij. Eine wahre Geschichte (I. Redaktionspreis). — Sankt-Petersburg: Verlagshaus «Kaleidoskop», Sankt-Petersburg, «UFO», Nr. 6, 1999.
- Harbuzow, Julij. Die Macht des Wunsches. — Charkiw: «Eine unbekannte Welt», Nr. 5(27), 2001. — S. 34-39.
- Harbuzow, Julij.  Eine Nacht am Sarg mit dem Verstorbenen. — Charkiw: Charkiwer Brücke. Literarischer und künstlerischer Almanach. Gedichte und Prosa, Nr. 4. – Charkiw: «S.A.M.» GmbH, 2010. — S. 122.
- Harbuzow, Julij. Der Wolf am Vorposten (I. Leserwahlpreis, «Privan», Canada). – Canada: «Privan», 2007. — 25 S.
- Harbuzow, Julij. Die Gleichungen des Universums. — Charkiw: Novellen, Erzählungen. – Х.: Verlag «S.A.M.» GmbH, 2012. — 462 S.
- Harbuzow, Julij. Bücherregal. — Charkiw: Charkiwer Brücke. Literarischer und künstlerischer Almanach. Gedichte und Prosa, Nr. 9. – Charkiw: Exklusiv, 2015. — S. 127.
- Harbuzow, Julij. Bücherregal. — Dnipro: Literarisches und künstlerisches Internetportal, «Seltener Vogel», Dnipropetrowsk, 2016. — S. 127.
- Harbuzow, Julij. Geschmack von Halva. — Charkiw: Charkiwer Brücke. Literarischer und künstlerischer Almanach. Gedichte und Prosa, Nr. 5. – Charkiw: «S.A.M.» GmbH, 2011. — S. 152.
- Harbuzow, Julij. Unterschrift (Kapitel aus der Novelle "Roggen und Unkraut"). — Charkiw: Mensch. Schicksal. Epoche… Literarischer Almanach: Maidan, 2014. — S. 16-19.
- Harbuzow, Julij. Großvater Gordijs Fabeln. — Charkiw: Charkiwer Brücke. Literarischer und künstlerischer Almanach. Gedichte und Prosa, Nr. 7. – Charkiw: Exklusiv, 2013. — S. 123.
- Harbuzow, Julij. Der zauberhafte Nebel. — Charkiw: Charkiwer Brücke. Literarischer und künstlerischer Almanach. Gedichte und Prosa, Nr. 8. – Charkiw: Exklusiv, 2014. — S. 134.
- Harbuzow, Julij. Wildschwein. — Charkiw: Charkiwer Brücke. Literarischer und künstlerischer Almanach. Gedichte und Prosa, Nr. 10. – Charkiw: Exklusiv, 2016. — S. 138.